# Альфред Великий (фильм)
Альфре́д Вели́кий (англ. Alfred the Great) — британский исторический кинофильм режиссёра Клайва Доннера, вышедший на экраны в 1969 году. Фильм рассказывает о правлении короля Уэссекса Альфреда Великого и его борьбы с датским вторжением.

## Сюжет
IX век. Раздробленная феодальная Англия становится объектом постоянных набегов воинственных соседей — викингов. Принц Альфред готовится принять монашеский сан, но прибывший Ательстан сообщает, что его старший брат Этельред I был ранен и просит, чтобы Альфред прибыл к нему. Альфред пытается уклониться, но затем принимает решение присоединиться к брату. Альфред принимает на себя командование войском и разделяет его на три отряда. Три отряда англосаксов поочерёдно нападают из засады и наносят поражение большому отряду викингов, вынудив его отступить.
В Уэссекс прибывают знатные гости из Мерсии — Этельред Муцель с дочерью Эльсвитой. Альфред и Эльсвита заключают брак и во время свадебных торжеств приходит новость о том, что Этельред I скончался и его наследником становится Альфред. Альфред не хочет становится королём, мечтая принять монашеский сан, но затем консумирует свой брак с Эльсвитой.
Викинги продолжают совершать набеги на Англию, сжигая поселения и оскверняют женский монастырь. Понимая, что у него недостаточно сил для борьбы с врагами, Альфред решает заключить с ними сделку. Альфред встречается с предводителем данов Гутрумом и тот соглашается на выплату 12 000 монет и выбор заложника. После подписания договора Гутрум отдаёт в заложники своего слабоумного брата Олафа, а сам выбирает в качестве заложницы супругу Альфреда Эльсвиту. Альфред отказывается, а Гутрум объявляет, что мира не будет. Чтобы спасти страну, Эльсвита добровольно соглашается стать заложницей Гутрума и отправляется со своей служанкой в Глостер, где расположен лагерь данов.
Спустя время Альфред узнал о вторжении огромного войска данов в Уинчестер. Он решает выступить только со своими солдатами, но Ассер предупреждает его о гордыне. Альфред терпит поражение и его войско почти полностью уничтожено викингами. Альфред с уцелевшими товарищами скрывается в болотах Сомерсета и попадает к разбойникам. Эльсвита находится у викингов и рожает сына от Альфреда, который получает имя Эдвард. Предводитель данов Гутрум влюбляется в Эльсвиту и она становится его любовницей.
878 год. Спустя четыре года Альфред и его товарищи под видом крестьян проникают в лагерь данов и увозят оттуда Эльсвиту с принцем Эдвардом и служанку. Альфред не намерен прощать жену за супружескую измену и забирает у неё сына. Затем он собирает войско для отпора викингам, но его воинов слишком мало. Англосаксонская знать приходит ему на помощь с войсками. Поначалу дворяне хотят убить Альфреда, но затем принимают его сторону. В решающем сражении на помощь Альфреду и его вассалам в разгар битвы приходит на помощь ополчение, состоящее из крестьян, монахов и женщин. Англосаксы одерживают победу и Альфред в поединке с Гутрумом сохраняет ему жизнь и берёт его в плен. Пленный конунг уважительно говорит Альфреду, что склоняется перед его Богом, который даровал тому победу. Эльсвита прибывает на поле битвы и Альфред прощает свою жену.

## В ролях
- Дэвид Хеммингс — Альфред Великий, король Уэссекса
- Майкл Йорк — Гутрум, предводитель данов
- Прунелла Рансом — Эльсвита
- Колин Блэйкли[англ.] — Ассер
- Иэн Маккеллен — Роджер
- Питер Вон — Бурруд
- Алан Доби[англ.] — Этельред I, король Уэссекса
- Джулиан Гловер — Ательстан
- Вивьен Мерчант — Фреда
- Джулиан Чагрин[англ.] — Ивар Бескостный
- Джим Нортон — Танет
- Кристофер Тимоти[англ.] — Седрик
- Шинейд Кьюсак — Эдит
- Барри Эванс[англ.] — Ингилд
- Питер Блайт[англ.] — Эафа
- Майкл Биллингтон[англ.] — Оффа
- Робин Эсквит[англ.] — пастушок

## История создания и прокат
Продюсер Бернард Смит заинтересовался биографией Альфреда Великого, когда прочёл о нём в «Истории англоязычных народов», написанной Уинстоном Черчиллем.
Режиссёром фильма стал Клайв Доннер, один из известных режиссёров в то время. Съёмки фильма в большей части проходили в Ирландии в графстве Голуэй. На создание фильма ушло больше года, и в нём было задействовано около 1500 актёров массовки, включая около 450 солдат Западного и Южного командований, сотни студентов и несколько местных жителей. В качестве реквизита мастера изготовили 4000 стрел, 1600 мечей, 1800 копий, 1500 щитов, 800 кинжалов, 300 боевых дубин и топоров, 200 сёдел, 12 резиновых кукол (для имитации мёртвых) и три скелета. Сам фильм принёс в экономику графства большие средства, но провалился в прокате.

## В библиографии
В 2008 году вышла книга «Лето викингов», съемки «Альфреда Великого» в Голуэе в 1968 году», в которой рассказывается история создания фильма и причины провала.